# José Santos Guardiola (comune)
José Santos Guardiola è un comune dell'Honduras facente parte del dipartimento di Islas de la Bahía.
Il comune venne istituito il 5 febbraio 1960 con parte del territorio del comune di Roatán; il territorio comprende la parte orientale dell'isola di Roatán.